# Runwell
Runwell är en by och en civil parish i Chelmsford i Essex i England. Orten har 3 394 invånare (2011). Byn nämndes i Domedagsboken (Domesday Book) år 1086, och kallades då Runewella.